# Lijst van rijksmonumenten in Maarsbergen
De plaats Maarsbergen telt 32 inschrijvingen in het rijksmonumentenregister. Hieronder een overzicht.
| Object                                                      | Oorspronkelijke functie?  | Bouwjaar                                                                | Architect                    | Locatie                  | Coördinaten?                 | Nr.?   | Afbeelding                |
| ----------------------------------------------------------- | ------------------------- | ----------------------------------------------------------------------- | ---------------------------- | ------------------------ | ---------------------------- | ------ | ------------------------- |
| Blauwe Huis                                                 | Boerderij                 |                                                                         |                              | Woudenbergseweg 42       | 52° 2' 52" NB, 5° 24' 19" OL | 26337  | Meer afbeeldingen         |
| Orgel in de Hervormde kerk                                  | Kerk en kerkonderdeel     | ca. 1800                                                                |                              | Woudenbergseweg 52       | 52° 3' 26" NB, 5° 24' 13" OL | 498262 | Meer afbeeldingen         |
| Cruyvoort: bakhuis                                          | Boerderij                 | 1880-1900                                                               |                              | Maarnse Grindweg bij 49  | 52° 2' 53" NB, 5° 24' 4" OL  | 508998 | Cruyvoort: bakhuis        |
| Cruyvoort: rieten kapberg                                   | Boerderij                 | 1880-1900                                                               |                              | Maarnse Grindweg bij 49  | 52° 2' 53" NB, 5° 24' 5" OL  | 508999 | Cruyvoort: rieten kapberg |
| Cruyvoort: langhuisboerderij                                | Boerderij                 | 1880-1900                                                               |                              | Maarnse Grindweg 49      | 52° 2' 53" NB, 5° 24' 4" OL  | 509000 | Meer afbeeldingen         |
| Nieuw Altena                                                | Boerderij                 | 1886                                                                    |                              | Griftdijk 3              | 52° 3' 39" NB, 5° 25' 26" OL | 509001 | Nieuw Altena              |
| Villa Anderstein                                            | Woonhuis                  | 1913                                                                    | J. Stuivinga                 | Andersteinweg 2          | 52° 3' 40" NB, 5° 24' 15" OL | 509004 | Meer afbeeldingen         |
| Nederlands Hervormde kerk                                   | Kerk en kerkonderdeel     | 1883-1884                                                               | F.W. van Gendt en A.R. Freem | Woudenbergseweg 52       | 52° 3' 26" NB, 5° 24' 13" OL | 509005 | Meer afbeeldingen         |
| Schaapskooi                                                 | Boerderij                 | ca. 1850                                                                |                              | Woudenbergseweg bij 92a  | 52° 3' 38" NB, 5° 24' 33" OL | 509006 | Upload foto               |
| Zwembad met kleedhokje                                      | Sport en recreatie        | 1926                                                                    |                              | Woudenbergseweg bij 9    | 52° 3' 40" NB, 5° 24' 15" OL | 509008 | Meer afbeeldingen         |
| Huis Maarsbergen                                            | Kasteel, buitenplaats     | 15e of 16e eeuw (proosdijhuis) 19e eeuw (achterbeuk) 1930 (hoektorens)  |                              | Maarnse Grindweg 30      | 52° 2' 44" NB, 5° 24' 5" OL  | 509611 | Meer afbeeldingen         |
| Huis Maarsbergen: historische parkaanleg                    | Tuin, park en plantsoen   | 17e/18e/19e eeuw                                                        |                              | Maarnse Grindweg bij 30  | 52° 2' 45" NB, 5° 24' 15" OL | 509658 | Meer afbeeldingen         |
| Huis Maarsbergen: koetshuis met stallen                     | Bijgebouwen kastelen enz. | midden 19e eeuw                                                         |                              | Maarnse Grindweg 34      | 52° 2' 46" NB, 5° 24' 11" OL | 509659 | Meer afbeeldingen         |
| Huis Maarsbergen: twee aaneengebouwde schuren               | Bijgebouwen kastelen enz. | midden 19e eeuw (noordelijke schuur) begin 20e eeuw (zuidelijke schuur) |                              | Maarnse Grindweg 32      | 52° 2' 45" NB, 5° 24' 11" OL | 509660 | Meer afbeeldingen         |
| Huis Maarsbergen: duivetoren                                | Tuin, park en plantsoen   | midden 19e eeuw                                                         |                              | Maarnse Grindweg bij 30  | 52° 2' 50" NB, 5° 24' 9" OL  | 509661 | Meer afbeeldingen         |
| Huis Maarsbergen: oranjerie                                 | Tuin, park en plantsoen   | midden 19e eeuw                                                         |                              | Maarnse Grindweg bij 30  | 52° 2' 48" NB, 5° 24' 14" OL | 509662 | Meer afbeeldingen         |
| Huis Maarsbergen: bloemenkas en druivenkas                  | Tuin, park en plantsoen   | midden 19e eeuw                                                         |                              | Maarnse Grindweg bij 30  | 52° 2' 48" NB, 5° 24' 14" OL | 509663 | Meer afbeeldingen         |
| Huis Maarsbergen: pomp                                      | Straatmeubilair           | midden 19e eeuw                                                         |                              | Maarnse Grindweg bij 30  | 52° 2' 48" NB, 5° 24' 14" OL | 509664 | Upload foto               |
| Huis Maarsbergen: tuinmuur                                  | Tuin, park en plantsoen   | midden 19e eeuw                                                         |                              | Maarnse Grindweg bij 30  | 52° 2' 46" NB, 5° 24' 13" OL | 509665 | Meer afbeeldingen         |
| Huis Maarsbergen: hoofdinrijhek                             | Erfscheiding              | 1880                                                                    |                              | Maarnse Grindweg bij 30  | 52° 2' 51" NB, 5° 24' 12" OL | 509666 | Meer afbeeldingen         |
| Huis Maarnbegen: inrijhek                                   | Erfscheiding              | 1880                                                                    |                              | Maarnse Grindweg bij 30  | 52° 2' 51" NB, 5° 24' 1" OL  | 509667 | Meer afbeeldingen         |
| Huis Maarsbergen: inrijhek                                  | Erfscheiding              | 1880                                                                    |                              | Maarnse Grindweg bij 30` | 52° 2' 45" NB, 5° 23' 55" OL | 509668 | Meer afbeeldingen         |
| Huis Maarsbergen: zwembad met badhuisje                     | Tuin, park en plantsoen   | 1924                                                                    |                              | Maarnse Grindweg bij 30  | 52° 2' 41" NB, 5° 24' 2" OL  | 509669 | Upload foto               |
| Huis Maarsbergen: tuinvaas                                  | Tuin, park en plantsoen   | 17e/18e eeuw                                                            |                              | Maarnse Grindweg bij 30  | 52° 2' 46" NB, 5° 24' 2" OL  | 509670 | Meer afbeeldingen         |
| Huis Maarsbergen: grafheuvel op de Foldocusheuvel           | Tuin, park en plantsoen   | 1903-1910                                                               |                              | Maarnse Grindweg bij 30  | 52° 2' 28" NB, 5° 24' 14" OL | 509671 | Meer afbeeldingen         |
| Huis Maarsbergen: tolhuis                                   | Overheidsgebouw           |                                                                         |                              | Maarnse Grindweg 51      | 52° 2' 51" NB, 5° 24' 7" OL  | 509672 | Meer afbeeldingen         |
| Huis Maarsbergen: boerderij met bakhuis, schuur en hooiberg | Boerderij                 | 1889 (herbouwd)                                                         |                              | Maarnse Grindweg 49      | 52° 2' 53" NB, 5° 24' 4" OL  | 509673 | Meer afbeeldingen         |
| Boerderij "De Brink"                                        | Boerderij                 | 18e/19e/20e eeuw                                                        |                              | Maarnse Grindweg 47      | 52° 2' 54" NB, 5° 24' 0" OL  | 509674 | Boerderij "De Brink"      |
| Huis Maarsbergen: restant van de oude eendenkooi            | Boerderij                 | 1370 (eerste vermelding)                                                |                              | Parallelweg              | 52° 3' 8" NB, 5° 24' 28" OL  | 509675 | Meer afbeeldingen         |
| De grote Bloemheuvel                                        | Boerderij                 | 1889                                                                    |                              | Woudenbergseweg 3        | 52° 3' 25" NB, 5° 24' 10" OL | 519746 | Meer afbeeldingen         |
| Klein Valkeneng: historisch boerenerf                       | Boerderij                 | 1750-1760                                                               |                              | Woudenbergseweg bij 40   | 52° 2' 43" NB, 5° 24' 34" OL | 528021 | Meer afbeeldingen         |
| Klein Valkeneng: boerderij                                  | Boerderij                 | 18e eeuw (mogelijk 1753)                                                |                              | Woudenbergseweg 40       | 52° 2' 43" NB, 5° 24' 33" OL | 528022 | Meer afbeeldingen         |